# Kullervo va a la guerra
Kullervo va a la guerra (en finés: Kullervon sotaanlähtö) es una pintura de Akseli Gallen-Kallela de 1901. Pintó el tema en pintura al temple o témpera (89 × 128 cm) y en un mural (355 × 687 cm) que se encuentra en la sala de música de la antigua casa de estudiantes de la Universidad de Helsinki. La obra fue donada a la asociación de estudiantes por O. Donner.
El tema de la pintura proviene del Kalevala, la epopeya nacional de Finlandia. Kullervo, cabalga sobre un caballo blanco listo para ir a la guerra, para vengar a su tío Untamo. Es seguido por un perro o un lobo.
Gallen-Kallela viajó a Siena, en Italia, donde vio a los frescos de Simone Martini en el Palacio Comunal. El Retrato ecuestre de Martini inspiró a Gallen-Kallela para representar a Kullervo.

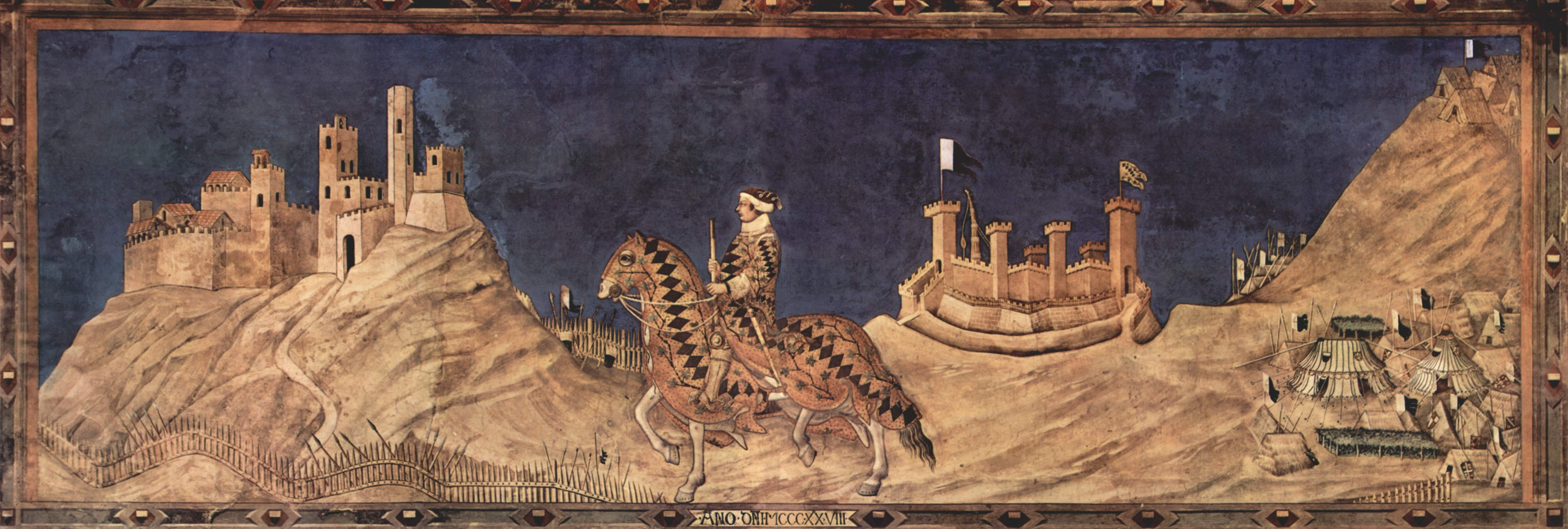
Simone Martini,, Retrato ecuestre de Guidoriccio da Fogliano.